# Ponte sul Danubio
Ponte sul Danubio (detto anche ponte dell'amicizia, in bulgaro Most na druzhbata o, più comunemente, Дунав Mост, Dunav most; in rumeno Podul de la Giurgiu) è un collegamento stradale e ferroviario che unisce le città di Giurgiu e Ruse attraversando il Danubio, collegando così la sponda rumena con quella bulgara.
È stato il primo ponte a unire i due stati, attraversando tale corso d'acqua.
L'attraversamento del ponte è soggetto al pagamento di un pedaggio.

## Storia
L'opera ingegneristica è stata aperta al traffico ferroviario e stradale nel giugno del 1954.
Durante il periodo sovietico, il nome di questo ponte era ponte dell'amicizia. A seguito della caduta del comunismo in entrambi i paesi rivieraschi, è stato dato all'opera l'odierno nome.

## Struttura
Il ponte si articola su due livelli: uno per il traffico stradale e l'altro, sottostante, per quello ferroviario.

## Galleria d'immagini

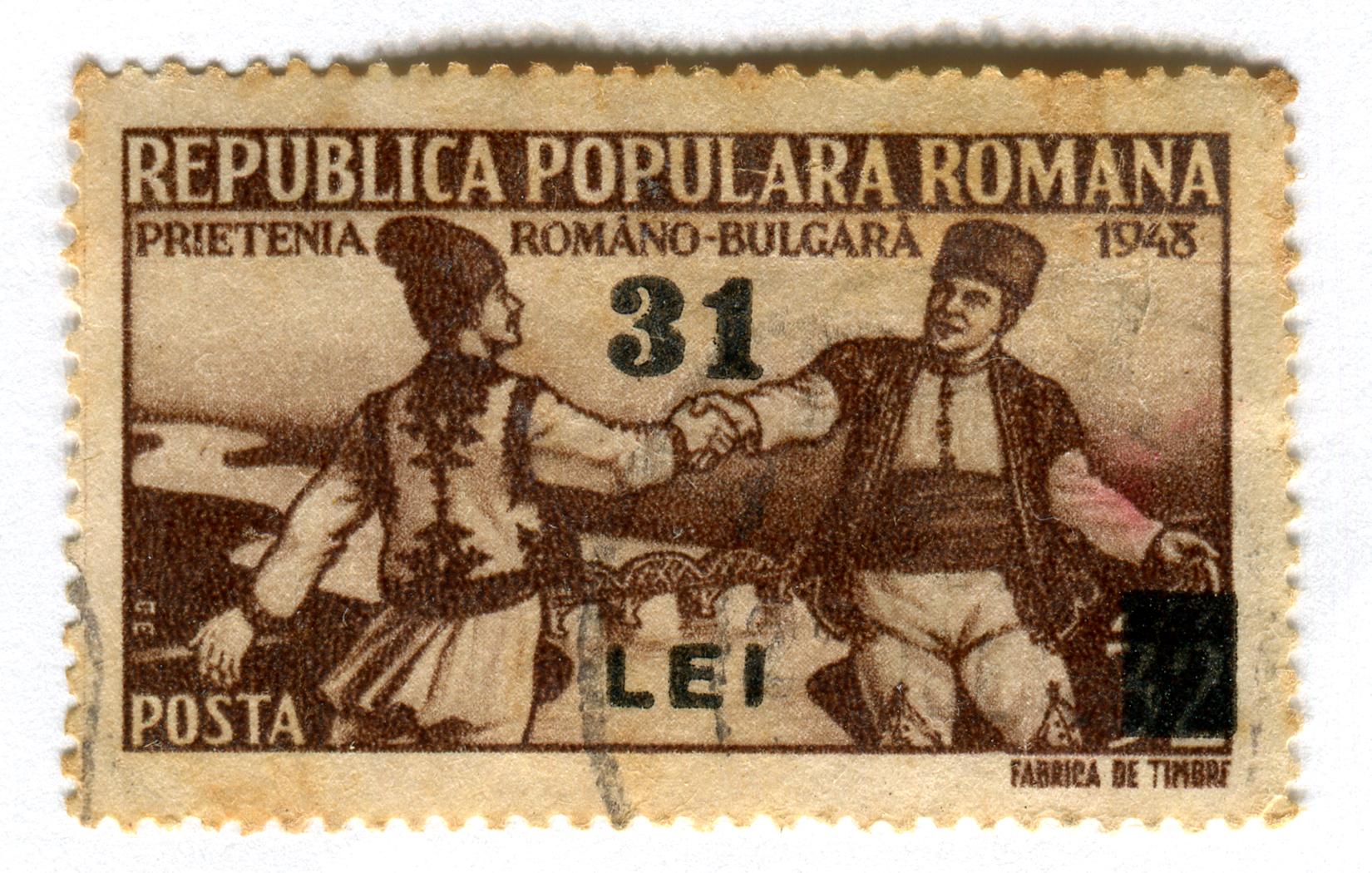
Il progetto del ponte in un francobollo rumeno del 1948
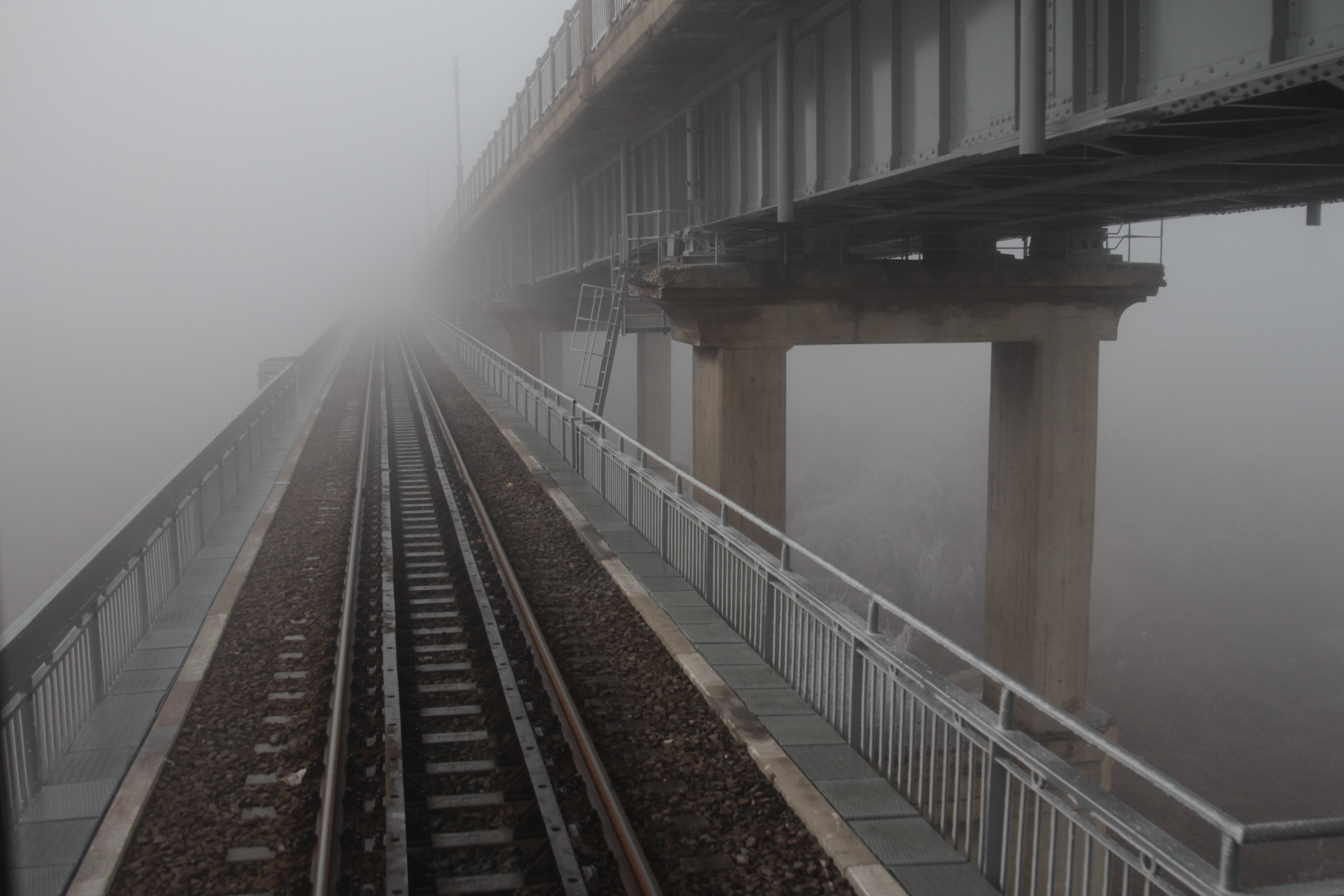
Lato rumeno del ponte
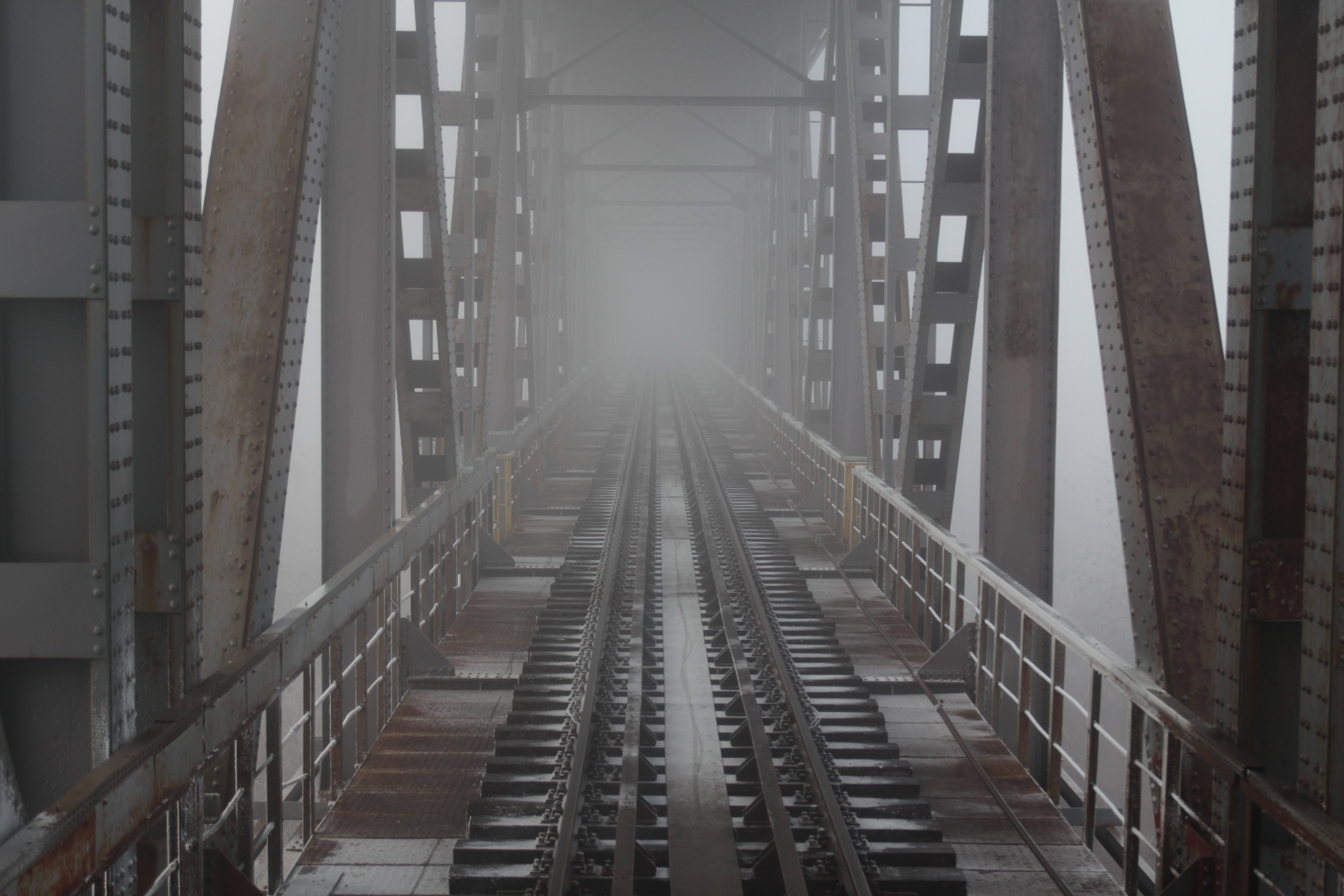
Parte centrale della sede ferroviaria